# Rebecca Yarros
Rebecca Yarros (14 april 1981) is een Amerikaans schrijfster. Begin 2024 telt haar bibliografie 22 boeken. 
Yarros schrijft vooral romantische boeken, maar haar fantasydebuut Fourth Wing (2023) was haar doorbraak en eerste wereldwijde succes. Binnen een half jaar vlogen er meer dan 2 miljoen exemplaren de deur uit. Het derde boek in het Fourth Wing-universum, Onyx Storm, is het snelst verkopende boek voor volwassenen in ruim 20 jaar, met meer dan een miljoen verkochte gedrukte exemplaren in de eerste week.
Yarros begon te schrijven in 2014 toen haar man, een Amerikaanse militair, dienst had in Afghanistan. Dat jaar werd haar debuutroman Full Measures genomineerd voor de Goodreads Choice Award for Debut Goodreads Author.
Eind 2023 heeft Rebecca Yarros 6 kinderen.

## Bestseller 60
| Boeken met noteringen in de Nederlandse Bestseller 60 | Jaar van verschijnen | Datum van binnenkomst | Hoogste positie | Aantal weken | Opmerkingen |
| ----------------------------------------------------- | -------------------- | --------------------- | --------------- | ------------ | ----------- |
| In steen gebrand                                      | 2023                 | 01-11-2023            | 8               | 5            |             |
| Een ijzeren vlam                                      | 2024                 | 06-03-2024            | 1(1wk)          | 2            |             |
| Door duisternis gesmeed                               | 2025                 | 29-01-2025            | 1(1wk)          | 6            |             |

- Bibsys: 1669191003203
- Bibliothèque nationale de France: cb17146063g (data)
- Gemeinsame Normdatei: 1302142720
- International Standard Name Identifier: 0000 0004 4437 8013
- Library of Congress Control Number: no2015000628
- Nationale Bibliotheek van Letland: 000348445
- Bibliotheek van het Japanse parlement: 033687517
- Nationale Bibliotheek van Tsjechië: xx0306981
- Nationale Bibliotheek van Israël: 987012090266405171
- Nationale en Universitaire bibliotheek Zagreb: 000795108
- Nederlandse Thesaurus van Auteursnamen: 39653984X
- Système universitaire de documentation: 270361405
- Virtual International Authority File: 120148449921015691939